# Rat polynésien
Rattus exulans
Espèce
Synonymes
- Mus exulans Peale, 1848
- Mus maorium Hutton, 1877, 1879

Statut de conservation UICN

 LC  : Préoccupation mineure
Répartition géographique

Le rat polynésien (Rattus exulans), appelé aussi rat du Pacifique et en māori kiore, est la troisième espèce de rats la plus répandue au monde après le rat brun et le rat noir. Le rat polynésien est originaire de l'Asie du Sud-Est mais il a connu une expansion majeure comme ses cousins en étant présent sur la majorité des îles de Polynésie, en Nouvelle-Zélande, aux îles Fidji et même à Hawaii. Il est capable de s'adapter à de multiples environnements, vivant dans les prairies mais aussi dans les forêts. Son mode de vie est lui aussi similaire à celui des autres rats, vivant dans le voisinages des humains grâce auxquels il a un accès facile à la nourriture. Il est de ce fait considéré comme l'organisme nuisible le plus important dans son aire de distribution.

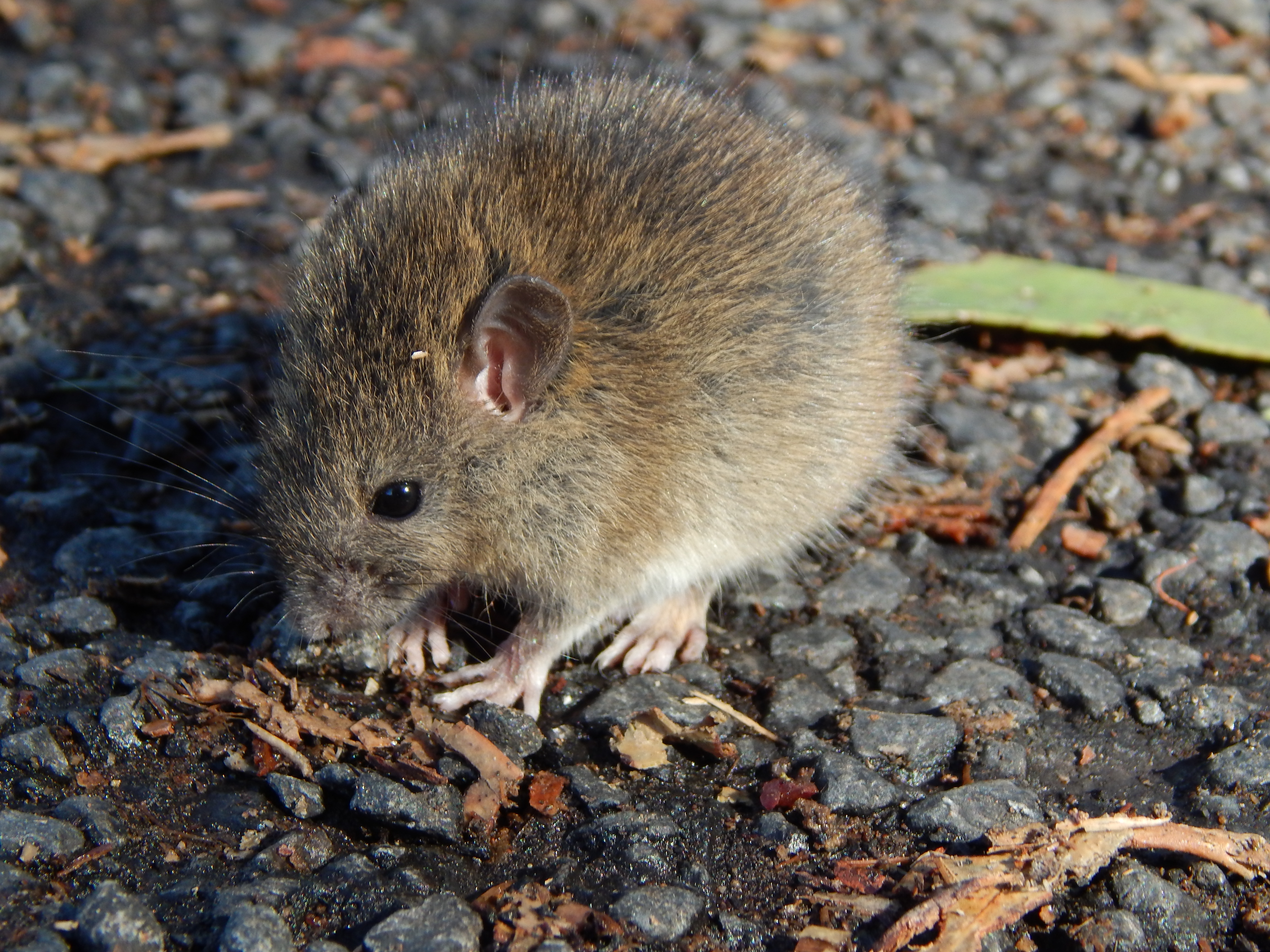
Rat polynésien (Rattus exulans)

## Mode de vie
Les rats polynésiens sont nocturnes comme la plupart des rongeurs, ils savent grimper aux arbres où ils nidifient souvent. En hiver, lorsque la nourriture se fait rare, il est courant qu'ils se contentent de ronger l'écorce des arbres et de manger les tiges des plantes pour se nourrir. Leur mode de reproduction est similaire à celui des autres rats : chaleurs cycliques et période de gestation de 21 à 24 jours. La taille des portées (de 6 à 11 petits) est fonction de la quantité de nourriture disponible ; le sevrage a lieu au bout d'un mois. L'unique différence est que la procréation, étant limitée au printemps et à l'été, n'a pas lieu toute l'année.

## Caractéristiques physiques
Le rat polynésien a une apparence similaire à celle des autres rats communs. Il a de grandes oreilles rondes, un museau pointu, un pelage noir-brun mais comparativement de plus petites pattes. Son corps est long et fin, atteignant 15,2 centimètres de longueur du museau à la base de la queue ce qui le rend légèrement plus petit que les autres rats associés aux humains. Dans les petites îles où ils sont présents, ils ont tendance à avoir une taille réduite (11,5 cm). On le distingue généralement par une bande sombre du pelage présente sur la partie supérieure de leurs pattes postérieures, à proximité de la cheville, le reste de ses pattes est plus pâle.

## Régime alimentaire
Le rat polynésien est une espèce omnivore se nourrissant de graines, de fruits, de feuilles, de larves d'insectes, de vers de terre, d'araignées, de lézards, d'œufs d'oiseaux et d'oisillons. On a pu observer des rats polynésiens emporter de la nourriture nécessitant d'être préparée en lieu sûr afin de pouvoir la manger en toute tranquillité, par exemple des graines devant être écossées. Cela les protège non seulement des autres prédateurs mais aussi de la pluie et de leurs congénères. Ces « zones de dépouillement » sont souvent situées sur les arbres, près des racines, dans les fissures du tronc ou parfois même sur les branches sommitales.

## Localisation
Le rat polynésien est présent dans le Pacifique et en Asie du Sud-Est. Ne pouvant pas nager sur de longues distances, sa présence sur de nombreuses îles isolées est considérée comme un marqueur des migrations humaines dans le Pacifique, les migrants polynésiens l'ayant intentionnellement ou accidentellement introduit sur les îles qu'ils ont colonisées. L'espèce a été impliquée  dans l'extinction de nombreuses espèces d'oiseaux et d'insectes endémiques qui s'étaient développées en l'absence de mammifères et furent incapables de s'adapter à leur prédation.
Des restes de ces rats datés de 2000 ans ont été retrouvés en Nouvelle-Zélande, ce chiffre est néanmoins controversé. On a suggéré qu'ils avaient été apportés par des migrants n'ayant pas réussi à coloniser l'île.

## Dératisation et protection des oiseaux
Dans la Nouvelle-Zélande et ses îles, de nombreuses espèces d'oiseaux ont évolué en l'absence de prédateurs mammifères terrestres, et n'ont donc développé aucune défense comportementale vis-à-vis du rat. L'introduction en Nouvelle-Zélande du rat polynésien par les Maoris a eu pour résultat d'éradiquer plusieurs espèces d'oiseaux marins et terrestres de petite taille.
L'élimination ultérieure des rats des îles a entrainé une augmentation substantielle des populations chez certains oiseaux marins et terrestres endémiques. Dans le cadre de son programme visant à reconstituer ces populations, comme le kakapo qui se trouve en danger critique d'extinction, le New Zealand Department of Conservation a entrepris des programmes de lutte contre le rat polynésien sur la plupart des îles qui relèvent de sa juridiction, et d'autres groupes de conservation ont adopté des programmes similaires dans d'autres réserves en cherchant à y éliminer les rats et d'autres prédateurs.
Cependant, deux îles de l'archipel Hen and Chickens, Mauitaha et Araara, ont été réservées comme sanctuaires pour le rat polynésien.

### Reste du Pacifique
NZAID a mis en place un programme d'éradication au niveau des îles Phœnix de l'archipel des Kiribati en vue de protéger les espèces d'oiseaux de la réserve de Phoenix Islands Protected Area .
Entre ̣Juillet 2011 et Novembre 2011, un partenariat avec le gouvernement des îles  Pitcairn et la Royal Society for the Protection of Birds a implémenté un programme de distribution d'un poison sur île Henderson  ayant pour but d'éradiquer le rat du Pacifique . La mortalité fut massive mais des  50 000 à 100 000 membres de la population, 60 à 80 individus ont survécu et la population est maintenant presque entièrement reconstituée .